# Sianów
Sianów é um município da Polônia, na voivodia da Pomerânia Ocidental e no condado de Koszalin. Estende-se por uma área de 15,88 km², com 6 621 habitantes, segundo os censos de 2016, com uma densidade de 416,9 hab/km².